# Французский транзит
«Францу́зский транзи́т» (фр. La French) — франко-бельгийский криминальный боевик, триллер 2014 года. Снят режиссёром Седриком Хименесом (фр. Cédric Jimenez). Главные роли в фильме исполнили Жан Дюжарден и Жиль Лелуш.
Премьера фильма состоялась 10 сентября 2014 года на Кинофестивале в Торонто.

## Сюжет
Фильм на основе реальных событий, развернувшихся в Марселе во второй половине 70-х годов XX века. Вновь назначенный судья по особо тяжким преступлениям — Пьер Мишель (Жан Дюжарден) — решается на борьбу с крупнейшей гангстерской организацией, называемой French Connection (рус. Французский связной) и специализирующейся на контрабанде наркотиков в Нью-Йорк (США). Во главе её стоит наркобарон по имени Тани Зампа (Жиль Леллуш).
Не сразу, но Пьер понимает, что законными методами преступный синдикат победить невозможно, так как его помощники практически всюду. В результате многолетней борьбы, однако, ситуацию понемногу удаётся изменить. В результате гангстер Тани Зампа попадает за решётку. Но Пьер Мишель погибает, а властные структуры так и остаются не вычищенными до конца.

## В ролях
- Жан Дюжарден — судья Пьер Мишель (фр. Pierre Michel)
- Жиль Лелуш — наркобарон Тани Зампа (фр. Tany Zampa)
- Селин Саллетт (фр. Céline Sallette) — жена Пьера Мишеля
- Мелани Дотей (фр. Mélanie Doutey) — жена Тани Зампа
- Бенуа Мажимель — гангстер Джеки-сумасшедший
- Бруно Тодескини — банкир
- Феодор Аткин — Гастон Деферр
- Бернар Бланкан (фр. Bernard Blancan) — комиссар наркополиции Эме-Блан

## Прокат в России
Прокат в России начался 28 мая 2015 года. Дистрибьютором является компания «Top Film Distribution», которая на цифровом носителе запустила около 250 копий.

## Мнения критиков
- По мнению Бориса Иванова, фильм безупречен в части воссоздания атмосферы конца 70-х — начала 80-х XX века с характерными автомобилями, причёсками, костюмами, манерами и музыкой, но заметно проигрывает по всему остальному «Французскому связному», снятому на подобную тему[5].
- По мнению Алекса Экслера, фильм, удачно передав атмосферу Марселя и Чикаго тех лет, выделяется и актёрскими работами. Недостатком является некоторая затянутость, простительная в свете длительности самой реальной истории[6].

## Награды и премии
- 2015 год

Премия Сезар за «Лучшие декорации» и «Лучшие костюмы».